# Regiokorps

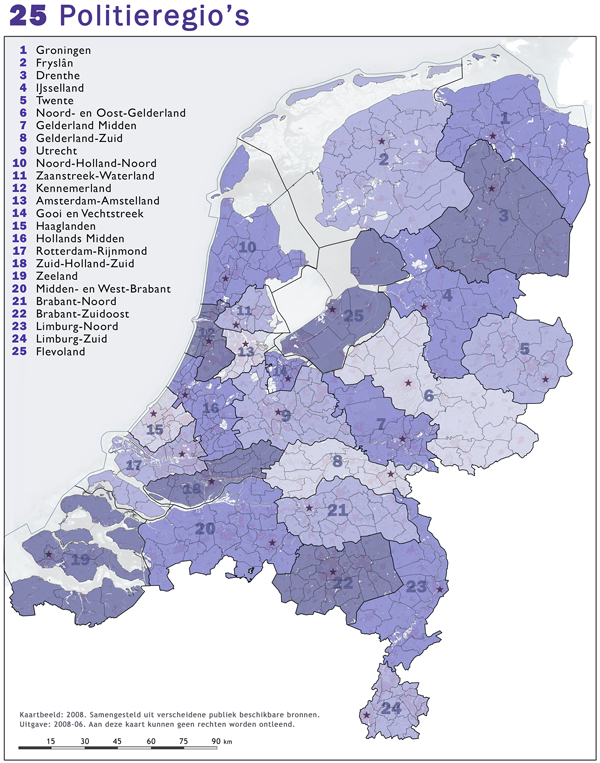
Politieregio's, situatie voor 2013

Vanaf de politiereorganisatie van 1993 tot de vorming van de nationale politie op 1 januari 2013 bestond de Nederlandse politie uit 25 regiokorpsen, die ieder een geografische regio bestreken, ondersteund door het (26e) Korps landelijke politiediensten (KLPD), dat de landelijke politietaken organiseerde. Elke regio was opgedeeld in districten.
De burgemeester van een van de gemeenten binnen een regio (doorgaans de grootste gemeente) was de korpsbeheerder. Samen met de korpschef van het betreffende regiokorps en de hoofdofficier van justitie vormde hij of zij de regionale driehoek, of de beheersdriehoek, zoals in de Politiewet genoemd. Vanaf 2013 zijn de 25 regiokorpsen vervangen door 10 regionale eenheden.

## De voormalige regiokorpsen
| 1. Politie Groningen 2. Politie Fryslân 3. Politie Drenthe 4. Politie IJsselland 5. Politie Twente 6. Politie Noord- en Oost-Gelderland 7. Politie Gelderland-Midden 8. Politie Gelderland-Zuid 9. Politie Utrecht 10. Politie Noord-Holland-Noord |  | 1. Politie Zaanstreek-Waterland 2. Politie Kennemerland 3. Politie Amsterdam-Amstelland 4. Politie Gooi en Vechtstreek 5. Politie Haaglanden 6. Politie Hollands Midden 7. Politie Rotterdam-Rijnmond 8. Politie Zuid-Holland-Zuid 9. Politie Zeeland 10. Politie Midden- en West-Brabant |  | 1. Politie Brabant-Noord 2. Politie Brabant-Zuidoost 3. Politie Limburg-Noord 4. Politie Limburg-Zuid 5. Politie Flevoland 6. (Korps Landelijke Politiediensten) |

## Herindeling van politieregio's

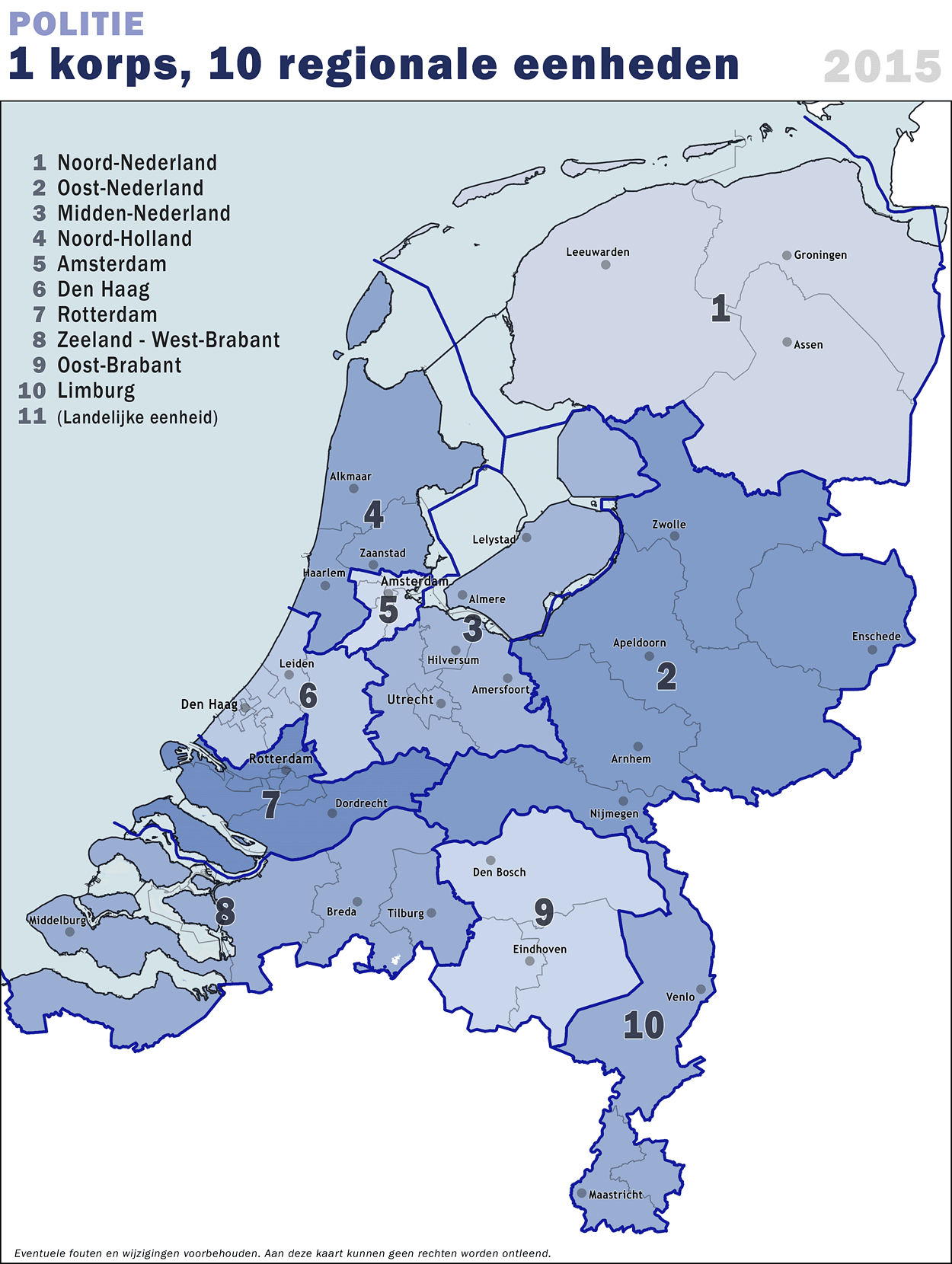
Politie-eenheden, door het kabinet vastgestelde indeling. De dunne grijze grenzen zijn districtsgrenzen.

Het kabinet-Rutte heeft in december 2010 besloten de indeling van de politieregio's gelijk te maken aan die van de nieuwe justitiële arrondissementen. De definitieve nieuwe kaart is op 14 december 2010 bekendgemaakt. Officieel is er één politieregio (één korps) met 10 gebieden, zoals op de kaart aangegeven. Naast de 10 gebieden is er ook een ondersteunende landelijke eenheid, voorheen KLPD genaamd, waarin gespecialiseerde eenheden zijn ondergebracht zoals de politieluchtvaartdienst.  

### Beheer en gezag
De minister van Justitie en Veiligheid is verantwoordelijk voor de Nederlandse politie als geheel.

### Overzicht van de nieuwe regionale eenheden
In de eerste kolom van de tabel staan alle nieuwe regionale eenheden, in de tweede kolom staat welke regio's (de voormalige regiokorpsen) bij elkaar zijn gevoegd voor de nieuwe politieregio's.
| Nieuwe politieregio       | Voormalige regio's samengevoegd                                                     |
| ------------------------- | ----------------------------------------------------------------------------------- |
| 1. Noord-Nederland        | Groningen, Friesland en Drenthe                                                     |
| 2. Oost-Nederland         | IJsselland, Twente, Noord- en Oost-Gelderland, Gelderland-Midden en Gelderland-Zuid |
| 3. Midden-Nederland       | Utrecht, Gooi en Vechtstreek en Flevoland                                           |
| 4. Noord-Holland          | Noord-Holland-Noord, Zaanstreek-Waterland en Kennemerland                           |
| 5. Amsterdam              | Amsterdam-Amstelland                                                                |
| 6. Den Haag               | Haaglanden en Hollands Midden                                                       |
| 7. Rotterdam              | Rotterdam-Rijnmond en Zuid-Holland-Zuid                                             |
| 8. Zeeland - West-Brabant | Zeeland en Midden- en West-Brabant                                                  |
| 9. Oost-Brabant           | Brabant-Noord en Brabant-Zuid-Oost                                                  |
| 10. Limburg               | Limburg-Noord en Limburg-Zuid                                                       |